# Agapornis longipes
Agapornis longipes es una especie extinta de Agapornis que vivió en la Cuna de la Humanidad hace unos 2,5 millones de años.
Se descubrieron huesos de Agapornis longipes en tres cuevas (Kromdraai, Cueva de Cooper y Swartkrans) en la Cuna de la Humanidad, un sitio declarado Patrimonio de la Humanidad hace unos 50 km (31,1 mi) al noroeste de Johannesburgo, Sudáfrica, entre 1979 y 1986 por el paleontólogo Bob Brain. La especie fue descrita en 2024 y recibió el nombre específico longipes, que significa «de pies largos» en latín. Las aves tienen huesos frágiles, por lo que los fósiles de aves pequeñas como Agapornis suelen encontrarse en pequeños fragmentos, pero A. longipes estuvo inusualmente representado por 96 huesos, algunos completamente completos y otros incompletos.
Agapornis longipes era una especie pequeña de loro con patas relativamente grandes en comparación con otros agapornis. La relación entre la longitud del húmero y la del tarsometatarso fue la más pequeña de todos los taxones conocidos de Agapornis, lo que indica patas largas. Las patas largas sugieren que la especie vivía principalmente en el suelo en lugar de en los árboles, alimentándose de semillas de hierba en el denso follaje de las praderas sudafricanas. Tenía alas proporcionalmente más cortas que otros agapornis, adaptadas a su estilo de vida terrestre.

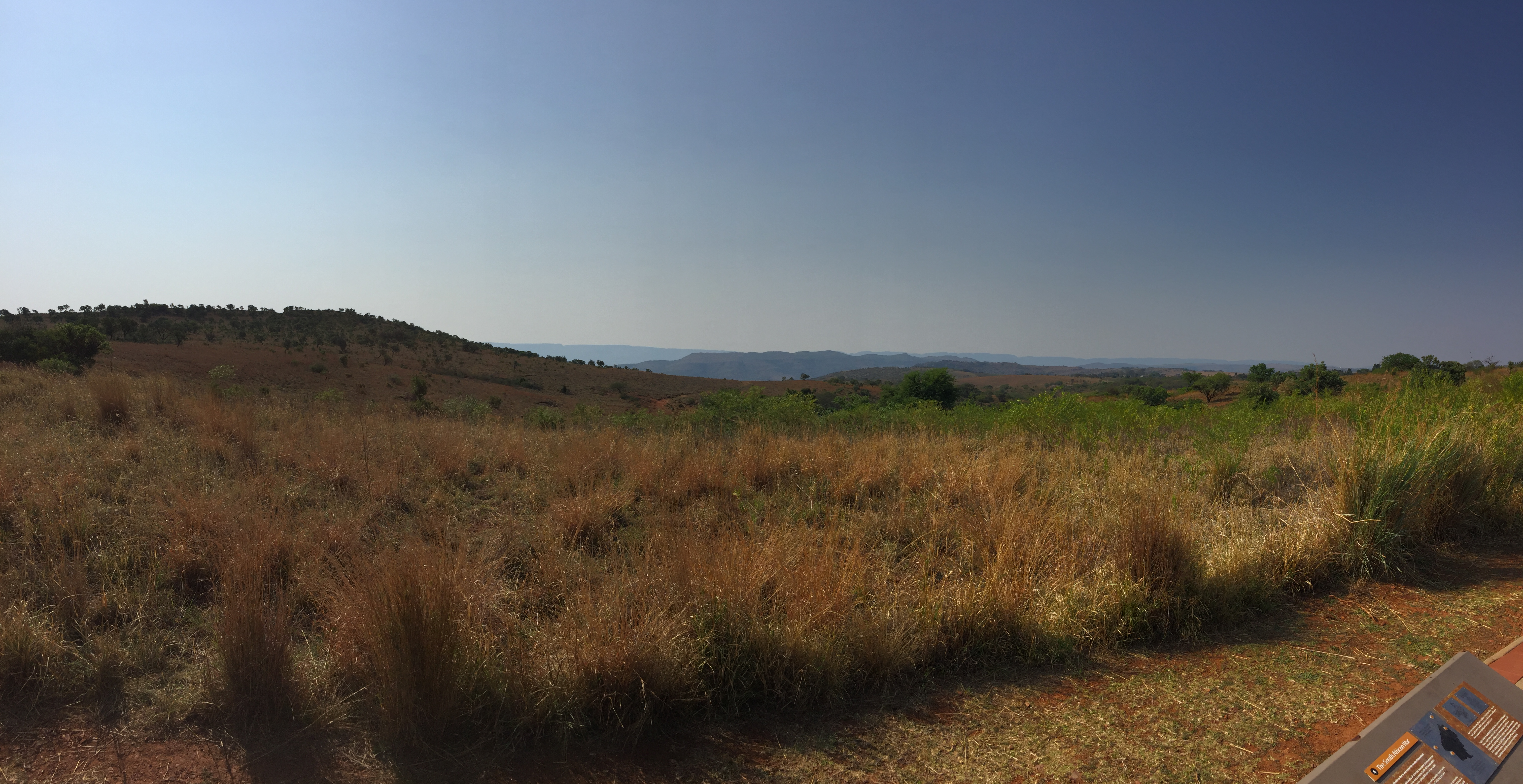
El entorno de pastizales de la Cuna de la Humanidad no ha cambiado significativamente desde la época de Agapornis longipes.

El entorno en el que habitaba Agapornis longipes era similar a las praderas de la Sudáfrica moderna. Viviendo en la Cuna de la Humanidad, la especie convivió con los homínidos Paranthropus y Homo. Dado que el entorno de A. longipes no ha cambiado significativamente, es probable que la extinción del ave se debiera a cambios microclimáticos o a la extinción de una fuente de alimento, más que a un cambio en el entorno general.